# FC Jūrmala
FC Jūrmala fue un equipo de fútbol letón de la ciudad de Jūrmala, que jugó en la Virslīga. Los partidos de casa los jugaba en el estadio Slokas de Jūrmala, con una capacidad de 5 000 personas. FC Jūrmala fue uno de los dos equipos de la primera división que juegan en dicho estadio. El último entrenador del club fue Andrei Kanchelskis.

## Historia
El club se fundó en 2008 y participando en la Primera Liga de Letonia. Tras jugar las tres primeras temporadas en dicha división, en 2008, 2009 y 2010 respectivamente, el club alcanzó su mejor posición en 2010. Tras la decimotercera posición en 2008 y la cuarta posición en 2009, el siguiente año el Jūrmala acabó el campeonato en segunda división. Tras lo conseguido accedieron automáticamente a la máxima categoría del fútbol letón. La siguiente temporada en la Virslīga acabó en quinta posición en la liga. Aunque fue un gran resultado en su temporada debut, el FC Jūrmala no se pudo clasificar para la UEFA Europa League ni para la Liga Báltica.
En 2014, el club terminó la liga en décima posición, a lo que siguieron problemas económicos y sanciones de la Federación Letona de Fútbol por deudas a largo plazo y salarios impagados. Al final, el FC Jūrmala acabó último en la clasificación y descendió a la Primera Liga de Letonia. Los problemas financieros del club no se resolvieron y el equipo no solicitó la licencia de la Primera Liga. Finalmente, el club solicitó su expulsión de la Federación Letona de Fútbol el 31 de marzo de 2015 y se disolvió.

## Estadísticas
| Temporada | División (Nombre) | Pos./Equipos | PJ | G  | E | P  | GF | GC  | P  | Copa de Letonia        |
| --------- | ----------------- | ------------ | -- | -- | - | -- | -- | --- | -- | ---------------------- |
| 2008      | 2.º (1.līga)      | 13/(15)      | 28 | 5  | 6 | 17 | 30 | 65  | 21 | Tercera ronda          |
| 2009      | 2.º (1.līga)      | 4/(14)       | 26 | 15 | 5 | 6  | 46 | 18  | 66 | Octavos de final       |
| 2010      | 2.º (1.līga)      | 2/(12)       | 22 | 14 | 4 | 4  | 47 | 19  | 46 | No participó           |
| 2011      | 1.º (Virslīga)    | 5/(9)        | 32 | 12 | 8 | 12 | 46 | 43  | 44 | Dieciseisavos de final |
| 2012      | 1.º (Virslīga)    | 6/(10)       | 36 | 10 | 9 | 17 | 47 | 49  | 39 | Cuartos de final       |
| 2013      | 1.º (Virslīga)    | 6/(10)       | 27 | 7  | 5 | 15 | 20 | 52  | 26 | Cuartos de final       |
| 2014      | 1.º (Virslīga)    | 10/(10)      | 36 | 2  | 6 | 28 | 27 | 106 | 7  | Dieciseisavos de final |

## Futbolistas

### Jugadores destacados
- Deniss Kačanovs
- Oļegs Malašenoks
- Vīts Rimkus

## Entrenadores
- Andrejs Karpovs (2008–10)
- Andrejs Kolidzejs (interino) (2010–11)
- Soferbi Yeshugov (2011)
- Igors V. Stepanovs (2011–12)
- Vladimir Pachko (2012–13)
- Mihails Koņevs (2013–2014)
- Gosho Petkov (2014)
- Andrei Kanchelskis (2014)